# Oncorhynchus

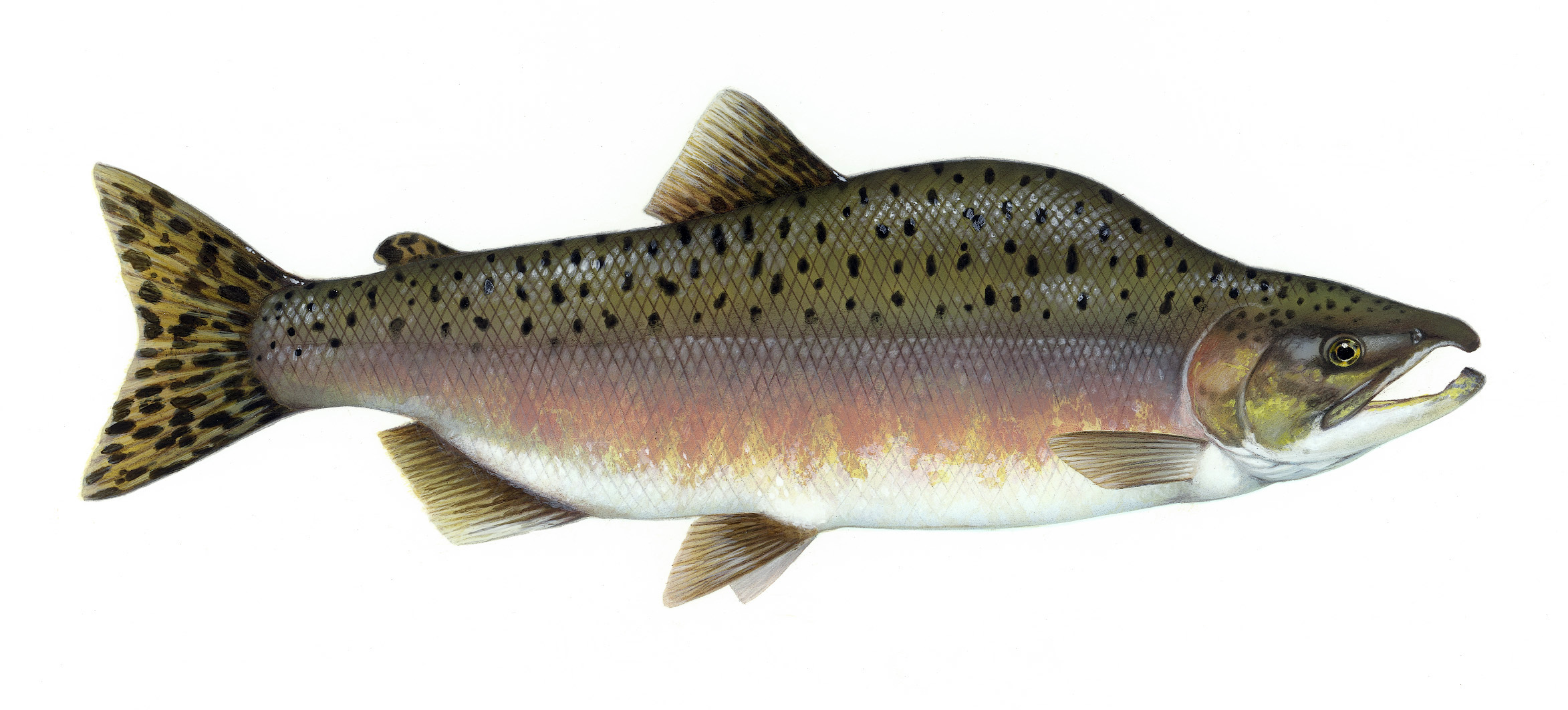
Gorbusalazac (Oncorhynchus gorbuscha)

Az Oncorhynchus a sugarasúszójú halak (Actinopterygii) osztályának lazacalakúak (Salmoniformes) rendjébe, ezen belül a lazacfélék (Salmonidae) családjába tartozó nem.

## Rendszerezés
A nembe az alábbi 15 faj és 5 alfaj tartozik:
- Oncorhynchus aguabonita (Jordan, 1892)
- Oncorhynchus apache (Miller, 1972)
- Oncorhynchus chrysogaster (Needham & Gard, 1964)
- Oncorhynchus clarkii
  - Oncorhynchus clarkii clarkii (Richardson, 1836)
  - Oncorhynchus clarkii pleuriticus (Cope, 1872)
- Oncorhynchus gilae (Miller, 1950)
- gorbusalazac (Oncorhynchus gorbuscha) (Walbaum, 1792)
- Oncorhynchus iwame Kimura & Nakamura, 1961
- Oncorhynchus kawamurae Jordan & McGregor, 1925
- ketalazac (Oncorhynchus keta) (Walbaum, 1792)
- ezüstlazac (Oncorhynchus kisutch) (Walbaum, 1792)
- japánlazac (Oncorhynchus masou)
  - Oncorhynchus masou formosanus (Jordan & Oshima, 1919)
  - Oncorhynchus masou macrostomus (Günther, 1877)
  - Oncorhynchus masou masou (Brevoort, 1856)
- szivárványos pisztráng (Oncorhynchus mykiss) (Walbaum, 1792)
- vörös lazac (Oncorhynchus nerka) (Walbaum, 1792)
- Oncorhynchus rhodurus Jordan & McGregor, 1925
- királylazac (Oncorhynchus tshawytscha) (Walbaum, 1792)

A fenti taxonokon kívül még létezik egy fosszilis faj, Oncorhynchus rastrosus, és az alábbi taxonok, de amelyek inkább, csak állományokat és nem alfajokat jelölnek:
- Oncorhynchus clarkii
  - Oncorhynchus clarkii alvordensis - kihalt
  - Oncorhynchus clarkii behnkei
  - Oncorhynchus clarkii clarkii f. crescentii - néha O. c. crescentii
  - Oncorhynchus clarkii henshawi
  - Oncorhynchus clarkii macdonaldi - kihalt
  - Oncorhynchus clarkii seleniris
  - Oncorhynchus clarkii stomias
  - Oncorhynchus clarkii utah
  - Oncorhynchus clarkii virginalis
- Oncorhynchus mykiss
  - Oncorhynchus mykiss irideus f. beardsleei - néha O. m. beardsleei
  - Oncorhynchus mykiss newberrii